# Nupserha malabarensis
Nupserha malabarensis är en skalbaggsart som beskrevs av Maurice Pic 1939. Nupserha malabarensis ingår i släktet Nupserha och familjen långhorningar. Inga underarter finns listade i Catalogue of Life.